# Fédération internationale de l'art photographique
La Fédération internationale de l'art photographique (FIAP) regroupe les fédérations photographiques des différents pays constitutifs sans distinctions.
La FIAP compte plus de 85 associations nationales dans les cinq continents et représente les intérêts de près d'un million de photographes amateurs individuels. 
Depuis septembre 2004, les clubs et groupes régionaux de clubs peuvent rejoindre la FIAP sous certaines conditions.

## Historique
C'est en 1946 que le Dr Van de Wijer prend l'initiative de fonder, dans l'intérêt de la photographie, une organisation mondiale conçue sur des bases modernes de rassemblement des peuples. 
Il contacte Ernest Boesiger (Suisse), lui expose son idée et lui propose le secrétariat de la FIAP dénommée initialement Union internationale des sociétés photographiques, puis Conseil international de l'art photographique et finalement Fédération internationale de l'art photographique. On peut dire que la FIAP existe véritablement depuis début 1947, avec Maurice Van de Wijer comme président-fondateur et Ernest Boesiger comme secrétaire. 
Les premiers pays à y adhérer sont la Belgique, les Pays-Bas, l'Italie, le Portugal et la Suisse ; en septembre 1947, le Danemark, la Finlande et la Hongrie portent le nombre de membres à huit.
Le premier congrès constitutif de la FIAP eut lieu à Berne en 1950.

## Actions
Son but est la promotion de l'art photographique sous tous les aspects et par des manifestations photographiques de tous genres.

## Biennales
- 27e Congrès : Budapest, Hongrie, 2004
- 28e Congrès : Chengdu, Chine, 2006
- 29e Congrès : Žilina, Slovaquie, 2008
- 30e Congrès : Hanoï, Viêt Nam, 2010
- 31e Congrès : Singapour, 2012
- 32e Congrès : Turquie, 2014
- 33e Congrès : Séoul et Gyeongju, Corée du Sud, 2016
- 34e Congrès : Durban, Afrique du Sud, 2018

## Les fédérations nationales
- Fédération photographique de France
- Photographic Alliance of Great Britain
- Deutscher Verband für Fotografie
- Fédération belge des photographes
- Photo Suisse
- Fédération italienne des associations photographiques
- FLPA : Fédération Luxembourgeoise de la Photographie Artistique

## Distinctions

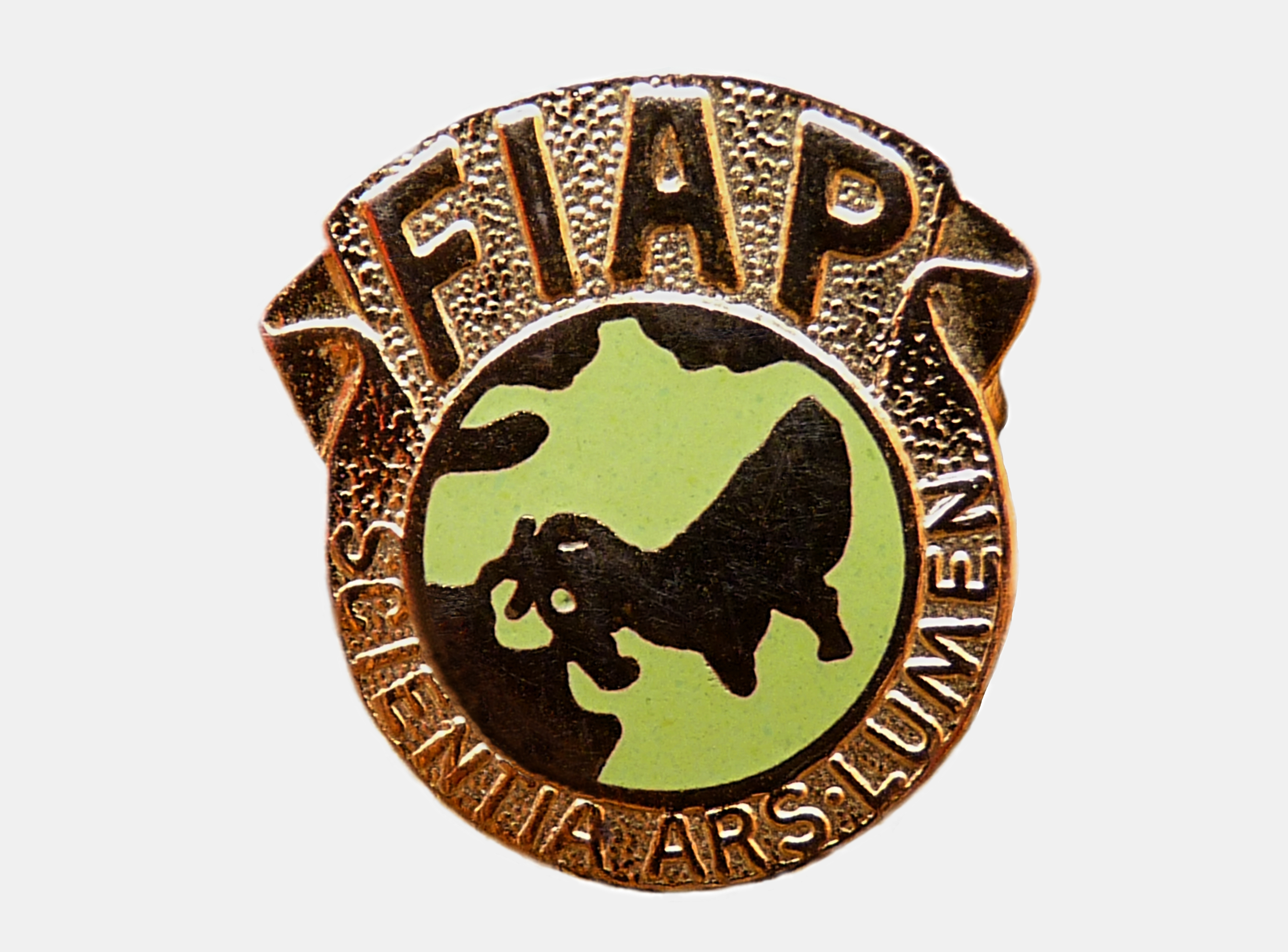
Insigne AFIAP

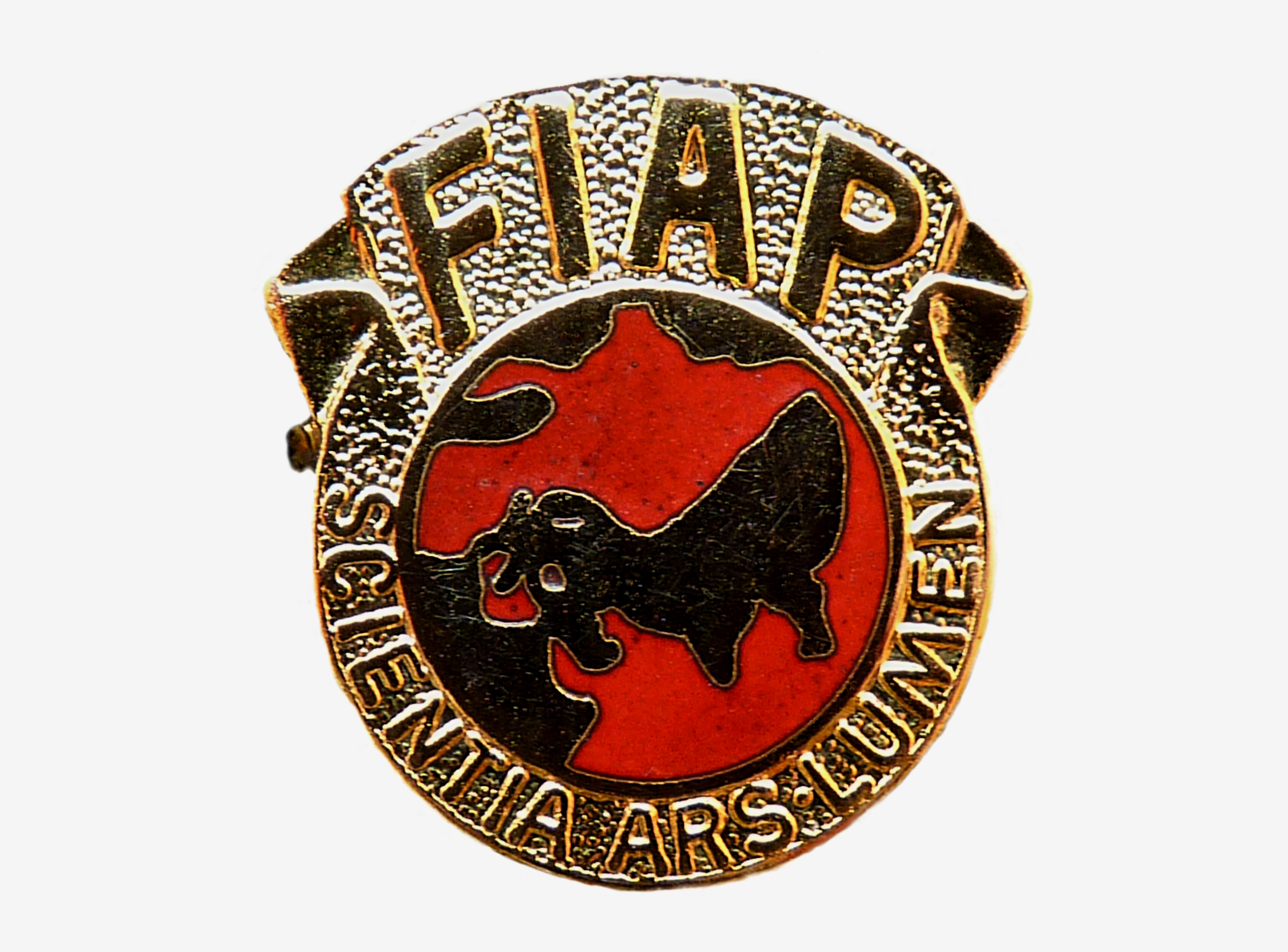
Insigne EFIAP

La Fédération peut attribuer des distinctions à ses membres pour la réalisation d'une œuvre artistique :
- AFIAP : Artiste de la Fédération Internationale de l'Art Photographique ;
- EFIAP : Excellence de la Fédération Internationale de l'Art Photographique ;
- EFIAP/B : Excellence de la Fédération Internationale de l'Art Photographique Bronze ;
- EFIAP/S : Excellence de la Fédération Internationale de l'Art Photographique Argent (Silver) ;
- EFIAP/G : Excellence de la Fédération Internationale de l'Art Photographique Or (Gold) ;
- EFIAP/P : Excellence de la Fédération Internationale de l'Art Photographique Platine ;
- MFIAP : Maître de la Fédération Internationale de l'Art Photographique.

Des distinctions FIAP peuvent être accordées pour service exceptionnel :
- ESFIAP : Excellence FIAP pour services rendus ;
- HonEFIAP : Honoraire Excellence FIAP.

Le meilleur auteur de l'année est désigné "Best of the Best FIAP".

## Présidents
- Maurice Van de Wijer 1950-1976
- Odette Bretscher 1976-1985
- Maurice Dorikens 1985-1991
- Enric Pàmies 1995-1999
- Emile Wanderscheid 1999-2012
- Riccardo Busi 2012